# إكسوبريمال
إكسوبريمال (بالإنجليزية: Exoprimal)‏ هي لعبة تصويب منظور الشخص الثالث كثيفة اللاعبين على الإنترنت من تطوير ونشر شركة كابكوم، أصدرت اللعبة بتاريخ 14 يوليو، 2023 على أجهزة مايكروسوفت ويندوز، بلاي ستيشن 4، بلاي ستيشن 5، إكس بوكس ون وإكس بوكس سيريس إكس وسيريس إس. يتحكم اللاعبون بشخصيات الجنود الذين يسعون لقتال الديناصورات، وأيضا لمحاربة شر الذكاء الاصطناعي.